# Jedlinka
Jedlinka é um município da Eslováquia, situado no distrito de Bardejov, na região de Prešov. Tem 4,56 km² de área e sua população em 2018 foi estimada em 84 habitantes.

## Demografia
| Ano:        | 1994 | 2004    | 2014    | 2024   |
| ----------- | ---- | ------- | ------- | ------ |
| Broj ljudi: | 107  | 80      | 89      | 85     |
| Razlika:    |      | -25,23% | +11,25% | -4,49% |

| Ano:               | 2023 | 2024   |
| ------------------ | ---- | ------ |
| Número de pessoas: | 83   | 85     |
| Diferença:         |      | +2,40% |